# Richard Arkwright
Sir Richard Arkwright (Preston, 23 de desembre de 1732 − Cromford, 3 d'agost de 1792), fou un industrial anglès que va patentar el marc giratori mogut per aigua (water frame) el 1769, i va fundar la primera fàbrica de cotó hidràulica del món a Cromford, Derbyshire el 1771, i esdevingué un dels catalitzadors de la revolució industrial. Va ser nomenat cavaller el 1786.

## Joventut
Richard va néixer el 1732 a Preston al comtat de Lancashire, Gran Bretanya, i fou el tretzè i últim fill del perruquer Thomas Arkwright i Ellen Hodgkinson. Va seguir l'ofici del seu pare fins als 28 anys, moment en el qual va aconseguir una mica de diners per desenvolupar un tint resistent a l'aigua. Aquests diners li servirien per finançar els seus primers treballs amb maquinària tèxtil.

## Maduresa
Després de la mort de la seva primera dona Arkwright es va fer emprenedor. El 1768, va treballar amb el rellotger John Kay (no confondre amb l'inventor de la llançadora volant, del mateix nom) en la fabricació d'una màquina filadora de cotó. Kay havia treballat anteriorment amb Thomas Highs, autèntic inventor de la filadora mecànica que Arkwright patentaría l'any següent amb el nom de Water Frame. Highs, també inventor de la Spinning Jenny (que vendria a Hargreaves), probablement va basar el pla de construcció en els treballs de John Wyarr i Lewis Paul dels anys 1730 i 40.
La màquina emprava una sèrie de rodes que incrementaven la velocitat abans d'aplicar el mecanisme, i era capaç de fabricar un fil de cotó fi però prou fort com per a la confeccionar teixits. Arkwright es va mudar llavors a Nottingham, on va cerear una societat amb els empresaris Jedediah Strutt i Samuel Need, i hi va emplaçar una primera Water Frame, tirada per cavalls. El 1771 van aixecar un nou molí hidràulic per a la seva màquina, al poble de Cromford, Derbyshire.
La petita població no era capaç d'aportar els treballadors necessaris, de manera que van fer construir habitatges al costat del molí i importar a famílies senceres de treballadors forans. També van construir-hi l'Hotel Greyhound, que encara avui es manté en peu. Els empleats de Arkwright gaudien d'una setmana de vacances a l'any, amb la condició de no abandonar el poble. Més endavant, els procuraria una educació bàsica, de manera que fossin capaços de portar els comptes de la producció de fil.
El 1775 Arkwright, després de desenvolupar una màquina especialitzada en el cardat del cotó, va registrar una nova patent que abastava el procés complet de la producció de fil, unint la màquina de cardat a la Water Frame i denominant Roving Frame. Aquesta nova patent va desembocar en una guerra jurídica entre Arkwright i altres fabricants de fil (als quals va acusar d'haver infringit la seva patent), que acabaria el 1785. Davant els tribunals es van presentar diversos testimonis, incloent-hi Thomas Highs i John Kay, que van declarar que Arkwright s'havia apropiat de les seves idees. Com a resultat d'aquestes accions legals, les patents sobre la Roving Frame i sobre la Water Frame van ser revocades, tot i la posterior apel·lació de Arkwright.
La prosperitat de Arkwright no es veuria fortament afectada per aquesta resolució, sent nomenat cavaller l'any següent de dictaminar la sentència i morint, sis anys més tard, com un dels homes més rics de la Gran Bretanya, amb una fortuna estimada en més de 500.000 lliures.

## Matrimonis
Arkwright es va casar per primera vegada amb Patience Holt el 1755, que li va donar un fill, el qual també van anomenar Richard, i que va néixer el mateix any del casament. L'any següent Patience va morir per causes no especificades. Richard va tornar a casar-se més endavant, el 1761, amb Margaret Biggins, amb qui va tenir tres fills, dels quals només Susanna arribaria a l'edat adulta.

## Curiositats
La barberia on Richard treballava de jove, a Churchgate (Bolton), va ser enderrocada a principi del segle xx. Sobre l'entrada al nou edifici ha estat col·locada una placa commemorativa del fet.